# Mänttä-Vilppula
Mänttä-Vilppula è un comune finlandese di 9360 abitanti, situato nella regione del Pirkanmaa.
È stato istituito nel 2009 dalla fusione dei comuni di Mänttä e Vilppula.